# جو د. مونتجومري
جو د. مونتجومري (بالإنجليزية: Joe D. Montgomery)‏ هو سياسي أمريكي، ولد في 28 يناير 1918، وتوفي في 5 أكتوبر 2013. حزبياً، نشط في الحزب الجمهوري. وقد انتخب عضو مجلس نواب ألاسكا.